# Brachycephalus albolineatus
Brachycephalus albolineatus é uma espécie de anfíbio anuros da família Brachycephalidae.
Não foi ainda avaliada pela UICN.

## Distribuição
É endêmica do Brasil.
Essa espécie ocorre no estado de Santa Catarina, onde foi encontrada entre altitudes de 500 a 835 m. Só foi observada em duas regiões, sua localidade-tipo no Morro da Boa Vista e uma observação a quase 22 km de distância, no município de Corupá.
Brachycephalus alboneatus vive na serapilheira do chão de florestas montanas.

## Descrição
Tem a região dorsal da cabeça, dorso, membros e flancos claros, verde oliva a verde escuro, com região mais escura no meio do dorso e uma linha branca ao longo da coluna vertebral (na maioria dos espécimes observados), assim como um dorso liso.

As cartilagens aritenóides de B. alboneatus são fortemente mineralizadas, o que não foi relatado para outras espécies de Brachycephalus e é geralmente raro entre as os Anura.